# La Blonde framboise
Pour plus de détails, voir Fiche technique et Distribution.

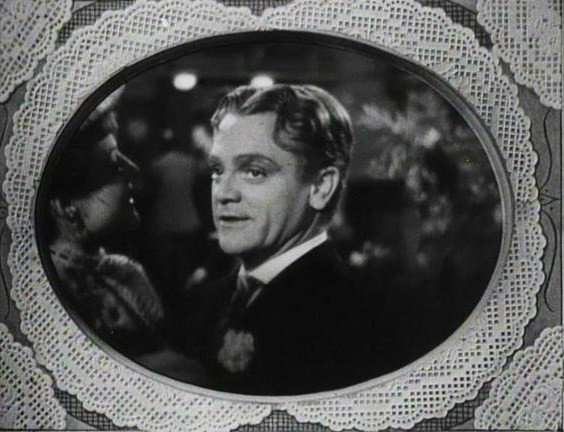
James Cagney

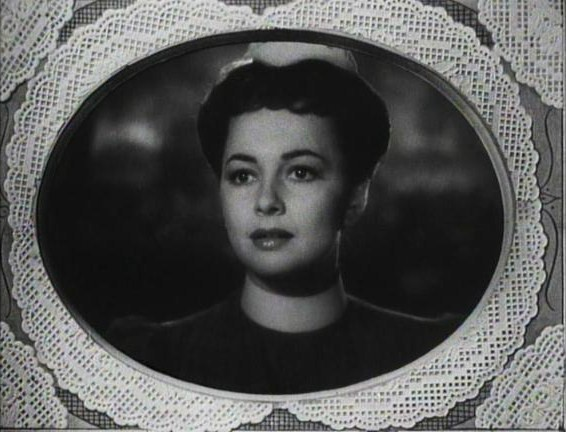
Olivia de Havilland

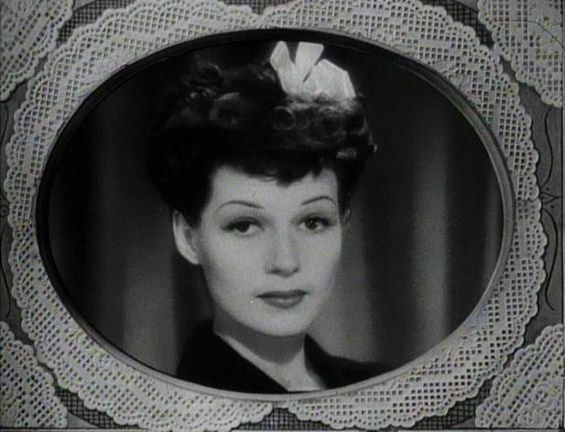
Rita Hayworth

La Blonde framboise (The Strawberry Blonde) est un film américain de Raoul Walsh sorti en 1941.

## Synopsis
Jeté en prison par l'homme qui lui a volé la femme qu'il courtisait, "Biff" Grimes (James Cagney) veut se venger. Pourtant, sa vie actuelle avec Amy Lind (Olivia de Havilland), sa femme épousée par dépit, ne serait-elle pas heureuse ?

## Fiche technique
- Titre original : The Strawberry Blonde
- Titre français : Un dimanche après-midi ou La Blonde framboise
- Réalisation : Raoul Walsh
- Scénario : Julius J. Epstein et Philip G. Epstein, d'après la pièce de James Hagan : One Sunday Afternoon
- Direction artistique : Robert M. Haas
- Costumes : Orry-Kelly
- Photographie : James Wong Howe
- Son : Robert B. Lee
- Montage : William Holmes
- Musique : Heinz Roemheld
- Direction musicale : Leo F. Forbstein
- Production associée : William Cagney
- Production exécutive : Hal B. Wallis
- Société de production : Warner Bros. Pictures
- Pays de production:  États-Unis
- Langue originale : anglais
- Genre : Comédie
- Format : Noir et blanc - Son : Mono (RCA Sound System)
- Durée : 97 minutes
- Dates de sortie :
  - États-Unis : 21 février 1941 à New York
  - États-Unis : 22 février 1941
  - France : 3 avril 1967

## Distribution
- James Cagney : T. L. "Biff" Grimes
- Olivia de Havilland : Amy Lind
- Rita Hayworth : Virginia Brush
- Jack Carson : Hugo Barnstead
- Alan Hale : Le Père Grimes
- George Tobias : Nicholas Pappalas
- Una O'Connor : Mme Timothy Mulcahey
- George Reeves : Harold
- Lucile Fairbanks : La petite amie d'Harold
- Edward McNamara : Big Joe
- Helen Lynd : La petite amie d'Harold
- Herbert Heywood : Toby
- Dorothy Vaughan (non créditée) : une vieille femme

## Autour du film
- Raoul Walsh rapporta dans son autobiographie un entretien avec Jack Warner, le patron de la Warner Bros., en ces termes : « J’ai deux choses à te dire, me déclara Jack Warner en s'appuyant contre le dossier de son fauteuil et en prenant son air sérieux. Cagney veut que tu le diriges dans The Strawberry Blonde, et Ann Sheridan me prend pour Dracula. »[1] En effet Jack Warner est en conflit avec Ann Sheridan, une de ses stars sous contrat, qui refuse le rôle de Virginia Brush dans The Strawberry Blonde. Le scénario est pourtant construit spécialement pour elle[2] et même quand Walsh essaye de la persuader de faire le film, elle ne veut toujours pas du rôle prétextant que le producteur avait refusé qu’elle tourne dans une comédie musicale de la Twentieth Century Fox et qu’elle veut lui rendre la monnaie de sa pièce[1]. Walsh va alors se rappeler une starlette aperçue dans des films de série B et également dans un numéro de danse qu’elle exécutait dans un night-club à Caliente en Californie quelques années auparavant[1]. Aussitôt il propose à Jack Warner d'engager Rita Hayworth, cette jeune starlette de la Columbia, pour le rôle[3].
- The Strawberry Blonde est le remake de One Sunday Afternoon film de Stephen Roberts en 1933 avec Gary Cooper et Fay Wray dans les principaux rôles. Une troisième adaptation, musicale cette fois, fut réalisée à nouveau par Raoul Walsh toujours sous le titre One Sunday Afternoon en 1948 avec Dennis Morgan, Janis Paige et Dorothy Malone[4].

## Sortie DVD
- La Blonde framboise, Warner Bros. Entertainment France Les trésors Warner - La collection TCM ; 7 mars 2012 ;  (EAN 5051889263272)

## Galerie

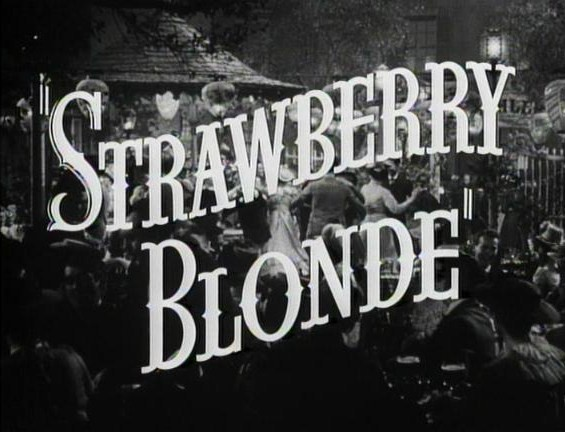
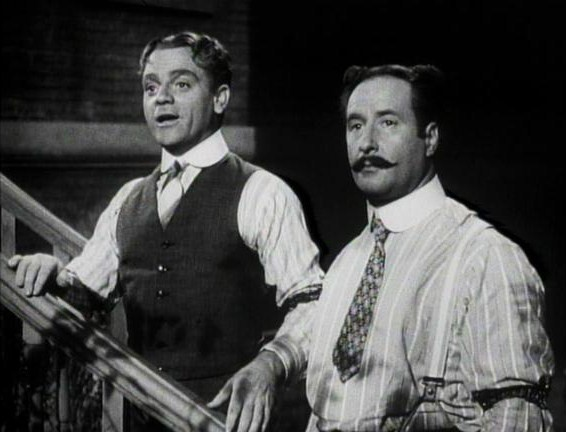
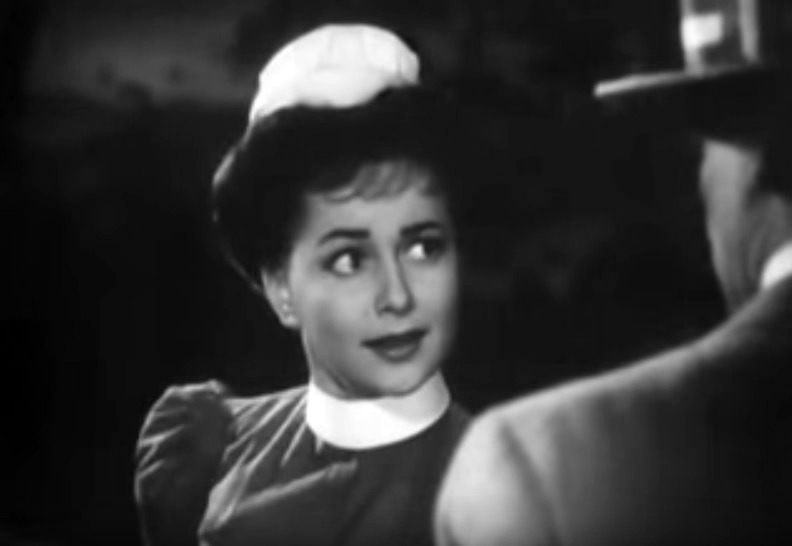
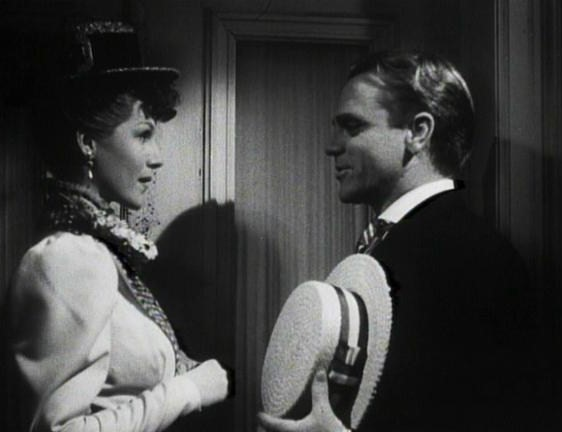
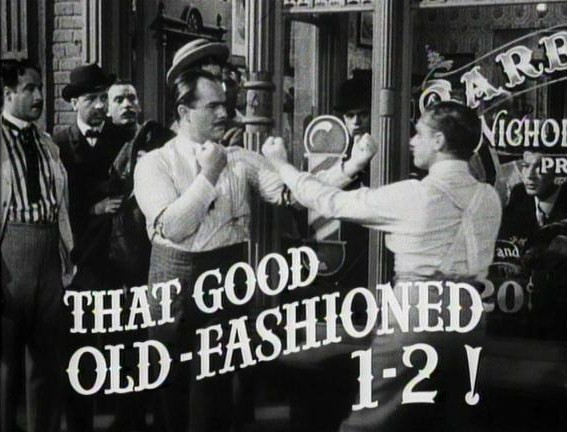
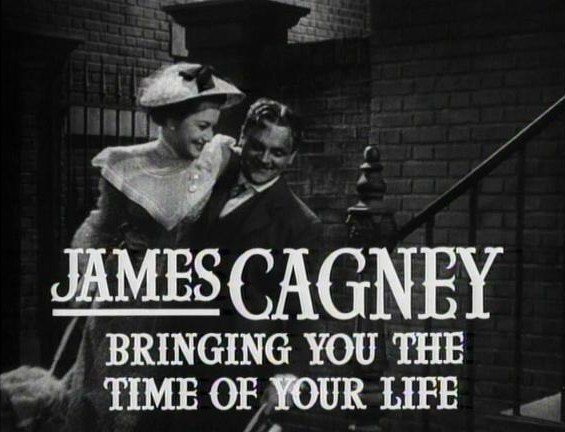
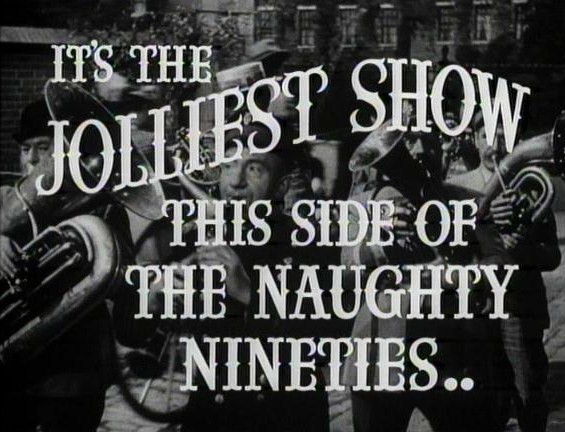